# Colobanthus strictus
Colobanthus strictus là loài thực vật có hoa thuộc họ Cẩm chướng. Loài này được (Cheeseman) Cheeseman mô tả khoa học đầu tiên năm 1921.